# Dino Boffo
Dino Boffo (Asolo, 19 agosto 1952) è un giornalista e dirigente d'azienda italiano.
È stato  direttore del quotidiano Avvenire dal 1994 al 2009 e direttore di rete di TV2000 dal 2010 al 2014.

## Biografia

### Gli studi e la carriera nell'Azione Cattolica
Nato ad Asolo, originario di Onè di Fonte, negli anni della scuola media e del liceo classico fu allievo dell'Istituto Filippin dei Fratelli delle scuole cristiane. Laureato con lode in Lettere classiche all'Università degli Studi di Padova (marzo 1982) con una tesi sui primi martiri cristiani, nel settembre 1973, all'età di 21 anni, venne chiamato dal professor Vittorio Bachelet al Centro nazionale dell'Azione Cattolica. Dal 1973 al 1976 ebbe l'incarico di responsabile nazionale dell'Azione Cattolica dei Ragazzi. Dal 1977 al 1980 è stato segretario generale dell'Azione Cattolica, preposto a questa carica, a soli venticinque anni, da Mario Agnes, all'epoca presidente nazionale. Lo stesso Agnes fu chiamato nel 1976 da papa Paolo VI a presiedere la Nuova Editoriale Italiana (NEI), società editrice anche di Avvenire di cui Dino Boffo sarà poi direttore.
Dopo l'elezione di Giovanni Paolo II aveva progressivamente abbandonato le posizioni del cattolicesimo democratico. Nel 1980 viene eletto alla quarta assemblea dell'Azione Cattolica, primo tra i responsabili unitari, con 460 voti. Già da allora si segnala come vicino a Comunione e Liberazione e il settimanale ciellino, Il Sabato, titola il 4 ottobre 1980 «Eletto Boffo scoppia l'applauso». Tre anni dopo, quando si presenterà nella lista del Settore Adulti riportando solo 88 voti, Il Sabato eviterà di dedicargli un altro titolo. Attorno a lui si coagulano Straziota e Mattioli del Settore Giovani e Fabio Porta del Movimento Studenti. Antonio Tombolini, dell'ACR, continuerà a propugnare una linea di autonomia rispetto ai due schieramenti contrapposti, Monticone-Bindi, da un lato, Dino Boffo, dall'altro.
Nel 1981 incontrò per la prima volta Camillo Ruini a Reggio Emilia, un incontro per lui decisivo; Ruini non era ancora vescovo - lo sarebbe diventato nel 1983 - e il discorso di Boffo, così distante dalla vulgata cattolico democratica in voga al tempo, colpì la sua attenzione. Il 26 agosto 1985 partecipò, in qualità di oratore e di esponente di Azione Cattolica, al sesto Meeting per l'amicizia fra i popoli di Comunione e Liberazione: alla tavola rotonda "Tempo di rischio e di iniziativa per la società italiana" cui partecipavano gli esponenti delle maggiori associazioni laicali, il suo discorso fu "accolto da segni di insofferenza e da qualche fischio".
In quegli anni si acuisce lo scontro all'interno dell'Azione Cattolica con Boffo leader della fazione a sostegno dell'intesa e della collaborazione con Comunione e Liberazione, opposta alla fazione di Alberto Monticone, allora presidente nazionale dell'Azione Cattolica, che viene accusato di "neo-protestantesimo". L'11 luglio 1987, a Lorenzago di Cadore, in qualità di presidente diocesano dell'Azione Cattolica di Treviso (incarico che ha ricoperto dal 1986 al 1990) insieme ad altri trecento giovani cattolici, poté incontrare Giovanni Paolo II.

### Direttore diAvvenire
Divenuto pubblicista nel 1979, Boffo si avviò alla professione attraverso il giornalismo locale, lavorando, dal 1982 al 1992, al settimanale Vita del Popolo di Treviso, di cui fu vice-direttore e, dal 1989 al 1992, direttore. Nel 1978 entrò ad Avvenire, dove fece parte per 11 anni del consiglio di amministrazione. Nel 1991 divenne vicedirettore del quotidiano e, dal 1º gennaio 1994, ne divenne direttore, in seguito al grave incidente stradale che aveva subito il precedente direttore Lino Rizzi. La nomina fu voluta dal cardinale Camillo Ruini, allora presidente della Conferenza Episcopale Italiana, come parte della strategia di ingresso della Chiesa cattolica nel dibattito pubblico italiano dopo la fine dell'unità politica dei cattolici. Durante la sua direzione, il quotidiano incrementò la propria diffusione (da meno di 80.000 a oltre 100.000 copie) e lanciò numerosi inserti, avviando inoltre un sito web ufficiale (1998) e una profonda riforma grafica e contenutistica (2002). Nel 2005 impegnò la testata in un'intensa campagna contro il referendum abrogativo sulla procreazione assistita, invitando all'astensione.
L'anno successivo, a causa della linea intrapresa dal giornale cattolico, fu indotta a dimettersi la giornalista Gabriella Caramore, colpevole di aver voluto difendere l'ammissibilità dell'eutanasia in casi eccezionali: la sua rubrica "Sul confine" fu "tagliata".
Boffo è stato anche direttore e responsabile dei servizi giornalistici del canale televisivo Sat 2000 di proprietà della Conferenza Episcopale Italiana e, dal 2003, è membro (per volontà dell'arcivescovo di Milano, il cardinale Dionigi Tettamanzi) del comitato permanente dell’Istituto Giuseppe Toniolo di Studi Superiori - Ente fondatore e garante dell'Università Cattolica del Sacro Cuore, che ha il compito di definire le linee guida della stessa Università.
A seguito di una campagna di stampa avversa, nel settembre 2009 si dimette dalla direzione di Avvenire e da altre cariche. Il 18 ottobre 2010 viene nominato direttore di rete dell'emittente televisiva TV2000, organo di proprietà della Conferenza episcopale italiana incarico che manterrà fino al 14 febbraio 2014.

## Controversie

### Le accuse delGiornalee le dimissioni
Il 28 agosto 2009, Vittorio Feltri, direttore de Il Giornale, ritenendo incoerenti le critiche rivolte da Boffo al presidente del Consiglio Silvio Berlusconi per alcune vicende personali, pubblica un certificato del casellario giudiziale da cui risulta una condanna di Boffo per molestie e un documento (presentato come un'informativa della polizia) che diffonde la voce sulla presunta omosessualità dello stesso Boffo. Questa voce, attribuita dal documento al Tribunale di Terni e come tale riproposta da Feltri, viene però smentita dal gip di Terni. La vicenda riferita da Feltri risale al 2002, quando Boffo venne denunciato da una donna per molestie telefoniche.
Dopo le indagini del caso, il 9 agosto 2004 il Giudice per le indagini preliminari di Terni aveva emesso contro di lui un decreto penale di condanna per la contravvenzione di molestia alle persone (art. 660 C.P.), comminando un'ammenda di € 516 mentre la querela per ingiuria venne ritirata. Boffo pagò l'ammenda. In seguito affermò che lo aveva fatto per chiudere una vicenda fastidiosa da altri causata, senza riconoscere pubblicamente responsabilità proprie, e sostenne che le telefonate erano state fatte a sua insaputa da qualcun altro. Di fronte alle accuse contenute nella presunta informativa e rilanciate da Feltri, Boffo ricevette solidarietà da giornalisti e politici anche del centrodestra. Il cardinale Angelo Bagnasco, presidente della CEI gli esprime pieno appoggio e lo stesso Berlusconi si dichiara estraneo alle accuse, mentre il Ministro dell'Interno smentisce l'ipotesi di schedatura da parte della polizia nei confronti di Boffo. Il 30 agosto Boffo definisce "patacca" la documentazione pubblicata sul Giornale.
Il 1º settembre il gip di Terni nega alla stampa l'accesso agli atti del procedimento, per il mancato consenso del condannato; esibendo solo il decreto penale di condanna emesso nei confronti di Boffo. Il 2 settembre Avvenire pubblica un articolo a sostegno di Boffo, mentre Feltri, nella trasmissione Radio anch'io attribuisce la "velina" da lui pubblicata ai servizi segreti vaticani, venendo però smentito dalla Sala stampa della Santa Sede. Il 3 settembre 2009, dopo che Avvenire aveva respinto in dieci punti le accuse del Giornale, Boffo si dimette da direttore di Avvenire, Sat2000 e Radio inBlu con una lettera al Card. Angelo Bagnasco, il quale esprime "rammarico, profonda gratitudine e stima" nei suoi confronti.
Il 4 dicembre 2009 Feltri scrive sul Giornale che «La ricostruzione dei fatti descritti nella nota, oggi posso dire, non corrisponde al contenuto degli atti processuali» e che «Boffo ha saputo aspettare, nonostante tutto quello che è stato detto e scritto, tenendo un atteggiamento sobrio e dignitoso che non può che suscitare ammirazione».
Il 2 febbraio 2010 si tiene un presunto incontro chiarificatore tra Boffo e Feltri. Il 26 marzo 2010 il Consiglio dell'Ordine dei giornalisti di Milano sospende per sei mesi Feltri dall'albo dei giornalisti per le false accuse a Boffo che ne hanno violato la dignità personale e il decoro professionale e per le rivelazioni falsamente attribuite al Tribunale di Terni. L'11 novembre 2010 anche il Consiglio nazionale dell'Ordine dei giornalisti censura l'operato di Feltri pur riducendo a tre mesi la sospensione dall'albo.
Il 9 febbraio 2010, un comunicato della Segreteria di Stato smentisce le ipotesi di coinvolgimento della Gendarmeria vaticana, del direttore de L'Osservatore Romano, Giovanni Maria Vian e del cardinale segretario di Stato, Tarcisio Bertone nella circolazione dei documenti contro Boffo; attribuendo tali ipotesi a una volontà diffamatoria verso la Santa Sede e il Pontefice e auspicando l'affermazione della verità e della giustizia. Lo stesso giorno la Conferenza Episcopale Italiana dirama una nota di adesione al comunicato della Santa Sede.
Il 13 aprile 2015 è stata emessa la sentenza di primo grado. Il tribunale di Santa Maria Capua Vetere non ha ancora trovato il mandante del falso scoop, comunque ha individuato la «talpa» che il 12 marzo 2009 estrasse illegalmente la copia del certificato penale dell'allora direttore di «Avvenire». Francesco Izzo, questo è il suo nome, è stato condannato a due anni per «accesso abusivo a sistema informatico». Dino Boffo ha ottenuto anche il risarcimento per danni morali, che sarà quantificato in sede civile.

### Licenziamento da TV2000
Il 18 ottobre 2010 Boffo viene nominato direttore di rete dell'emittente televisiva TV2000 fino al 14 febbraio 2014 quando l'incarico e il rapporto con TV2000 terminano con una risoluzione unilaterale del contratto. Due settimane dopo Boffo presenta ricorso contro il licenziamento, ritenuto "ingiurioso". A fine ottobre dello stesso anno Boffo viene riassunto come dipendente "a casa" fino alla pensione, in applicazione di una clausola di salvaguardia del contratto (cioè una clausola anti-licenziamento), sino a quel momento ignorata.

## Riconoscimenti
- Nel 1995 ha vinto il premio "De Senectute" alla sua settima edizione insieme ad altri giornalisti quali Enzo Biagi e Federico Rampini.[57]
- Nel dicembre 2000 riceve il premio internazionale "Myrta Gabardi"[58].
- Il 6 settembre 2003 riceve il premio giornalistico "Italo De Feo", sezione giornalistica del più generale premio Capri San Michele.[59]
- Il 7 dicembre 2010 gli viene conferito dal sindaco di Milano il premio "Ambrogino d'oro" che Boffo dedica ai colleghi giornalisti vittime di soprusi.[60]
- Il 27 aprile 2012 riceve a Sanremo il premio giornalistico "San Francesco di Sales Penna d'oro" conferito dagli aggregati del Monastero della Visitazione di Sanremo in omaggio ai valori di verità, giustizia ed equità promossi da San Francesco di Sales, patrono dei giornalisti.[61]
- Il 20 giugno 2012 gli viene conferito, insieme al direttore generale della Rai Lorenza Lei il premio televisivo "Santa Chiara"[62]
- Il 24 ottobre 2012 riceve il premio "Arturo Esposito Penisola Sorrentina"[63]